# Glypta kasparyani
Glypta kasparyani är en stekelart som beskrevs av Kuslitzky 1976. Glypta kasparyani ingår i släktet Glypta och familjen brokparasitsteklar. Inga underarter finns listade i Catalogue of Life.